# أوتو شميت
أوتو شميت (بالألمانية: Otto Schmidt)‏ هو محامي وسياسي ألماني، ولد في 1 أغسطس 1902 في ألمانيا، وتوفي بنفس المكان في 12 ديسمبر 1984. حزبياً، نشط في الاتحاد الديمقراطي المسيحي. انتخب عمدة وانتخب عضو مجلس الشورى الموحد شمال الراين وستفاليا خلال فترته النيابية ‏ وانتخب عضو في البوندستاغ الألماني خلال فترته النيابية ‏ (15 أكتوبر 1957 – 15 أكتوبر 1961).

## روابط خارجية
- أوتو شميت على موقع مونزينجر (الألمانية)